# Ramon Ang
Ramon See Ang (蔡啟文T, 蔡启文S, Cài Qǐ WénP; Manila, 14 gennaio 1954) è un imprenditore filippino di origini cinesi.
È il presidente e amministratore delegato della Top Frontier Investment Holdings, Inc., azionista di maggioranza della San Miguel Corporation, nonché della Cyber Bay Corporation e Eagle Cement Corporation. Nel 2019 è stato nominato ottavo uomo più ricco delle Filippine dalla rivista Forbes, con un patrimonio di quasi 3 miliardi di dollari.

## Biografia
Nato nel quartiere di Binondo all'interno una famiglia sinofilippina, studia ingegneria meccanica presso la Far Eastern University.
In giovane età svolge l'occupazione di meccanico d'auto per l'imprenditore e politico Danding Cojuangco, guadagnandosi subito la fiducia dell'ex deputato. A seguito dell'esilio di numerose figure legate all'amministrazione del Presidente Ferdinand Marcos, tra cui lo stesso Cojuangco, Ang ottiene in affidamento la gestione di diverse aziende del magnate di Tarlac. Con il ritorno in patria di Cojuangco e la sua rielezione ai vertici dell'imponente San Miguel Corporation nel 1998, Ang viene nominato vicepresidente dell'azienda: l'ascesa di quest'ultimo all'interno della compagnia raggiunge il suo culmine nel 2002 con la sua nomina a presidente e amministratore delegato. La lenta uscita di scena di Cojuangco si conclude nel 2012 con l'acquisto delle sue azioni all'interno della SMC da parte dell'imprenditore di Binondo.
Legato da profondi rapporti di stima con il sindaco di Davao Rodrigo Duterte, durante le elezioni presidenziali del 2016 è un importante sostenitore finanziario della campagna elettorale del politico mindanaoense. L'anno seguente annuncia l'acquisto del pacchetto di maggioranza delle azioni del Philippine Daily Inquirer, quotidiano distintosi per le critiche sull'operato di Duterte nella prima fase della sua amministrazione. L'avvio di importanti progetti di infrastrutture da parte del governo Duterte contribuisce altresì ad aumentare sostanzialmente il patrimonio netto di Ang, in gran parte grazie al fatturato della Eagle Cement, un'azienda produttrice di cemento.
Opera in molteplici settori, dall'edilizia, all'industria mineraria e alimentare, a quello petrolifero.